# Orval Faubus
Orval Eugene Faubus (7 gennaio 1910 – Conway, 14 dicembre 1994) è stato un politico statunitense.
È stato il 36º governatore dell'Arkansas, carica che ha ricoperto dal gennaio 1955 al gennaio 1967.    
Convinto segregazionista, nel 1957 tentò di impedire l'ingresso a scuola di nove ragazzi neri in un liceo di Little Rock, in deroga ad una decisione della Corte suprema che aveva reso illegale la segregazione nelle scuole. L'episodio ebbe un punto di svolta quando il presidente Dwight Eisenhower federalizzò la Guarda nazionale dell'Arkansas e permise agli studenti di colore di entrare nell'istituto sotto scorta. Faubus decise allora di chiudere tutte le scuole superiori di Little Rock fino al 1958.